# Zona Centro-Oeste de Manaus
A Zona Centro-Oeste de Manaus é a menor região administrativa da cidade e uma das mais bem localizadas. Ocupa quase 18 km² do município. Possui apenas 5 bairros, sendo o maior deles, o Alvorada, abrigando mais de 76 mil moradores, famoso pelo comércio intenso e pela escola de samba Unidos do Alvorada.
Dentre os destaques da região estão o Dom Pedro, bairro de classe média, onde se localizam o Centro de Convenções de Manaus (Sambódromo), a Fundação de Medicina Tropical - FMT, o FCecon, a sede da Polícia Federal no Amazonas e a Vila Olímpica Danilo Duarte de Mattos Areosa.
A Zona Centro-Oeste ainda possui os bairros Da Paz e Planalto (áreas residenciais de classe média e média-alta, com vários conjuntos e condomínios), e o bairro Redenção (área populosa de classe média e média-baixa).

## Bairros
- Alvorada
- Da Paz
- Dom Pedro
- Planalto
- Redenção
- Lírio do vale